# شکلات (فیلم ۲۰۰۰)
شکلات (به انگلیسی: Chocolat) فیلمی به کارگردانی لاسه هالستروم از شرکت میرامکس محصول سال ۲۰۰۰ است. این فیلم بر اساس رمانی به همین نام از جوآن هریس ساخته شده‌است.

## داستان
شکلات داستان خیالی یک مادر (با بازی ژولیت بینوش) را نقل می‌کند که به همراه دختر شش ساله‌اش به یک شهر فرضی در فرانسه مهاجرت می‌کند. در این شهر کوچک که اهالی آن کم و بیش متعصب دینی می‌باشند و کشیشی سخت گیر در آن زندگی می‌کند پس از آنکه متوجه می‌شوند این مادر به دین آنها اعتقادی ندارد و به کلیسا نمی‌رود سعی در دشمنی می‌کند و از طرفی مادر همراه با دخترش به تولید شکلات مشغول می‌شود و شکلات‌های او زندگی مردم این شهر کوچک را به سرعت دستخوش تغییراتی جالب و خنده‌دار می‌کند.

## بازیگران
- ژولیت بینوش
- آلفرد مولینا
- جانی دپ
- جودی دنچ
- کری-ان ماس
- پیتر استورماره

## جوایز
این فیلم موفق به کسب چند جایزه از جمله موارد زیر شده‌است:
- چهار جایزه از جوایز طرح تولید برتر سال ۲۰۰۱
- جایزه بوگی سال ۲۰۰۱
- جایزه اروپایی فیلم در زمینه بهترین بازیگر زن (برای بازی ژولیت بینوش)

همچنین این فیلم در جوایز اسکار سال ۲۰۰۱ در چهار زمینهٔ بهترین بازیگر نقش اول زن، بهترین بازیگر نقش مکمل زن، بهترین تصویربرداری و بهترین فیلم‌نامه نامزد شد که در هیچ‌کدام موفق به کسب جایزه نشد.